# Аспра
Аспра (грц. άσπρή, άσπρα νομιςμάτα — буквално означава бяла) е византийска сребърна монета.
Тя е основна платежна единица в Трапезундската империя, сечена от 1204 г. до 1461 г. Теглото ѝ първоначално е 2.8 - 2.9 грама, а в края на XIV век намалява значително. Византийското наименование на сребърните монети е възприето и от българите, като по време на Османското владичество Аспра започват да наричат дребната турска монета Акче. Според руския пътешественик Арсений Суханов, през 1639 г. два вола са се продавали за 1400 – 1800 Аспри.
Във фолклорни източници се споменават и „цървени аспри“ като най-малка парична единица. Никола Мушмов предполага, че те водят началото си от медните монети, сечени от българските царе през Второто българско царство.